# هامپتی دو
هامپتی دو (به انگلیسی: Humpty Doo) شهرکی واقع در ایالت قلمرو شمالی در استرالیاست.